# Alija (Cáceres)
Alija es un despoblado español de la provincia de Cáceres, situado en el término de Peraleda de San Román.

## Historia
Se sitúa en un cerro granítico sobre la confluencia de los ríos Gualija y Tajo. En este lugar se ubicó el castillo de Alija durante el período musulmán, siendo objeto de repoblación por los cristianos en la Reconquista. La localidad se despobló en el siglo XVI por iniciativa de Pedro de Zúñiga y Avellaneda, II Conde de Miranda del Castañar, quien consideró que tras terminar el peligro de ataque musulmán era más lógico que los habitantes se fueran a vivir al llano. Los alijenses se trasladaron a las vecinas localidades de Talavera la Vieja y Bohonal de Ibor.
En el siglo XIX, el castillo de Alija, con su despoblado, fue incluido en el municipio hoy desaparecido de Talavera la Vieja, y conservaba bien los cimientos del castillo, una calle, una plaza, varias habitaciones, el brocal de un pozo y las ruinas de una ermita. Aparece descrito en el segundo volumen del Diccionario geográfico-estadístico-histórico de España y sus posesiones de Ultramar de Pascual Madoz con las siguientes palabras:

ALIJA: desp. en la prov. de Cáceres, part. jud. de Navalmoral de la Mata, térm. de Talavera la Vieja: sit. 1/2 leg. al E. de su matriz, sobre la cord. izq. que lleva el mismo nombre; conserva muchos restos de su ant. construccion y cas., entre ellos un cast. casi demolido, cuyos cimientos existen en el dia por todo su ámbito; y se distinguen bien dentro de él una calle, una plazuela, varias salas ó habitaciones, una cueva, el brocal de un pozo de piedra berroqueña, labrado por unas partes, aunque toscamente, y en otras sin labrar: en el ángulo que mira al E. hay un paredon de mas de 20 varas de alto: á poca dist. se ve una pequeña ermita demolida, con un campanario, en donde se conoce que ha habido campanas, y dentro de la ermita se conserva todavía una pila de bautismo. Este desp. es uno de los muchos recuerdos históricos que se encuentran en las cercanias de Talavera la Vieja (V.); pero no se tiene noticia de su existencia sino por la concordia hecha entre los vec. de esta v. y el Bohonal de Ibor, con el Excmo. Sr. conde de Miranda y del Montijo, á los cuales llama vec. de Alija, porque destruida esta pobl., sus vec. se diseminaron entre los dos citados pueblos, Talavera y Bohonal, y formaron estas dos pequeñas, pero ant. pobl.; asi es que disfrutan estos vec. los terrenos del desp. labrando á reja vuelta, como hermanos, compañeros é hijos del cast. de Alija.
(Madoz, 1845, p. 8)